# Un été après l'autre
Impasse de la Vignette
Pour plus de détails, voir Fiche technique et Distribution.
Un été après l'autre (ou Impasse de la Vignette) est un film belgo-franco-canadien réalisé par Anne-Marie Étienne, sorti en 1990.

## Synopsis
Trente ans de la vie d'une femme dans l'impasse de la Vignette à Liège. Joies, deuils et drames jusqu'à l'arrivée de sa petite-fille venant vivre à ses côtés.

## Fiche technique
- Titre : Un été après l'autre
- Réalisation : Anne-Marie Étienne
- Scénario : Anne-Marie Étienne
- Production : Alain Keytsman
- Coproduction : Michèle Renaud-Molnar
- Production associée : Jacqueline Pierreux
- Photographie : Jean-Claude Neckelbrouck
- Son : Claude Hazanavicius
- Montage : Isabelle Dedieu
- Décors : Pierre-François Limbosch
- Costumes : Suzanne Van Well
- Musique : Yves Laferrière
- Société de production : Alain Keytsman Production, Ciné-Contact Inc., RTBF
- Pays d'origine :  Belgique,  France,  Canada
- Format : couleurs
- Genre : comédie dramatique
- Durée : 107 minutes
- Date de sortie : 19 décembre 1990 ( France)

## Distribution
- Annie Cordy : Mère Fine
- Paul Crauchet : Pa
- Jean-Paul Comart : Francis
- Suzy Falk : Madame Lisa
- Jean-Yves Berteloot : Jeff
- Françoise Bette : Yvonne
- Monique Spaziani : Catherine
- Martine Matagne : Voix speakerine
- Olivia Capeta : Anne-Marie

## Distinctions
- Prix d'interprétation féminine pour Annie Cordy aux festivals de Digne et aux Antilles
- Prix du Meilleur premier film au Festival de la Ciotat